# Geum waldsteiniae
Geum waldsteiniae är en rosväxtart som beskrevs av Jenny E.E. Smedmark. Geum waldsteiniae ingår i släktet nejlikrotsläktet, och familjen rosväxter. Inga underarter finns listade i Catalogue of Life.